# Domiciliu (drept civil)
Domiciliul și reședința (locuința) sunt reglementate de prevederile noului Cod Civil care a intrat în vigoare în octombrie 2010. Conform expunerii de motive, domiciliul reprezintă locul unde persoana își are principala așezare, în vederea exercitării drepturilor sale civile în timp ce reședința este locul unde persoana își are locuința obișnuită. Astfel, pe cuprinsul noului cod civil se spune:

## Prevederile noului cod civil: ( ATENTIE - unele articole sunt numerotate gresit! )
Art.87 - Domiciliul 

(1) Domiciliul persoanei fizice, în vederea exercitării drepturilor și libertăților sale civile, este acolo unde aceasta declară că își are locuința principală.

Art.88 - Reședința 

Reședința persoanei fizice este acolo unde își are locuința temporară sau secundară.
Art.90 - Prezumția de domiciliu

(1) Reședința va fi socotită domiciliu când acesta nu este cunoscut.

(2) În lipsă de reședință, persoana fizică este considerată că domiciliază la locul unde ea se găsește, iar dacă acesta nu se cunoaște, la locul ultimului domiciliu.
Art.91 - Dovada

(1) Dovada domiciliului și a reședinței se face cu mențiunile cuprinse în cartea de identitate. 

(2) În lipsa acestor mențiuni, stabilirea sau schimbarea domiciliului ori a reședinței nu va putea fi opusă altor persoane.
Art.92 - Domiciliul minorului și al persoanei puse sub interdicție

(1) Domiciliul minorului este la părinții săi sau la acela dintre părinți la care el locuiește în mod statornic.

(2) În cazul în care părinții au domicilii separate și nu se înțeleg la care dintre ei va avea domiciliul copilul, decide instanța judecătorească.

(3) În situațiile prevăzute de lege, domiciliul minorului poate fi la bunici, la alte rude ori persoane de încredere, cu consimțământul acestora, ori, după caz, la o instituție de ocrotire.
(4) Domiciliul minorului, în cazul în care numai unul dintre părintii săi îl reprezintă ori în cazul în care se află sub tutelă, precum și domiciliul persoanei puse sub interdicție, este la reprezentantul legal.
Art.93 -Domiciliul copilului aflat în dificultate

Domiciliul copilului aflat în dificultate, în cazurile prevăzute prin legea specială, se află la familia sau la persoanele cărora le-a fost dat în plasament sau încredințat, după caz.
Art.94 -  Domiciliul persoanei puse sub curatelă

(1) În cazul în care s-a instituit o curatelă asupra bunurilor celui care a dispărut, acesta are domiciliul la curator, în măsura în care acesta este îndreptățit să-l reprezinte.

(2) Dacă un custode sau un curator a fost numit asupra unor bunuri succesorale, cei chemați la moștenire au domiciliul la custode sau la curator, în măsura în care acesta este îndreptățit să-i reprezinte.
Art.95 - Domiciliul profesional
Acela care exercită în mod statornic o activitate profesională sau are una ori mai multe întreprinderi agricole, comerciale sau industriale, va fi socotit că domiciliază și la locul acelor întreprinderi sau activități, în tot ceea ce privește obligațiile patrimoniale ce s-au născut sau urmează a se executa în acel loc.
Art.96 - Alegerea de domiciliu

(1) Părțile unui act juridic pot, prin același act sau printr-un act separat, să aleagă un domiciliu în vederea executării actului sau a exercitării drepturilor născute din actul principal.

(2) Alegerea domiciliului nu se prezumă, ci ea trebuie făcută în scris.

## Prevederile Ordonanței de urgență nr. 97/2005 privind evidența, domiciliul, reședința și actele de identitate
(Text actualizat până la data de 31.10.2005 avându-se în vedere și Legea nr. 290/2005) 

Art. 11. - Actul de identitate

(1) Actul de identitate este documentul care se eliberează, în condițiile prezentei ordonanțe de urgență, cetățeanului roman și care face dovada identității, a domiciliului și, după caz, a reședinței titularului acestuia. Acest document se eliberează începând cu vârsta de 14 ani.  

(2) In sensul prezentei ordonanțe de urgență, prin act de identitate se înțelege cartea de identitate, precum si cartea de identitate provizorie și buletinul de identitate, aflat în termen de valabilitate. 

(3) Buletinele de identitate, eliberate în condițiile legii, rămân valabile până la preschimbarea lor în totalitate.

(Articolul a fost modificat prin art. I pct. 2 din Legea nr. 290/2005) 

Art. 12. - Dovada identității și a cetățeniei române în cazul minorului

Dovada identității și a cetățeniei române în cazul minorului căruia nu i s-a eliberat primul act de identitate se face cu certificatul de naștere al acestuia, iar dovada domiciliului se face cu actul de identitate al părintelui la care locuiește statornic sau cu actul de identitate al reprezentantului său legal, precum și cu unul dintre documentele prevăzute la art. 27. 

(Articolul a fost modificat prin art. I pct. 3 din Legea nr. 290/2005)
Art. 25 - Domiciliul și reședința

(1) Abrogat.

(2) Cetățenii români au dreptul să-și stabilească sau să-și schimbe, în mod liber, domiciliul ori reședința, cu excepția cazurilor expres prevăzute de lege.

(3) Cetățenii români nu pot avea în același timp decât un singur domiciliu și/sau o singură reședință. În cazul în care aceștia dețin mai multe locuințe, își pot stabili domiciliul sau reședința în oricare dintre ele. 
 
(Alineatul (1) a fost abrogat prin art. I pct. 9 din Legea nr. 290/2005)
Art. 26. - Domiciliul

(1) Domiciliul persoanei fizice este la adresa la care aceasta declară că are locuința principală. 

(2) Domiciliul minorului este la părinții săi sau la acela dintre părinți la care el locuiește statornic ori, după caz, la reprezentantul său legal sau la persoana fizică ori juridică la care este încredințat în plasament. 

(3) Dispozițiile alin. (2) se aplică și în cazul persoanei fizice puse sub interdicție.

(Articolul a fost modificat prin art. I pct. 10 din Legea nr. 290/2005)
Art. 27. - Dovada domiciliului
 
Dovada domiciliului se poate face cu unul dintre următoarele documente: 
a) acte încheiate în condițiile de validitate prevăzute de legislația româna în vigoare, privind titlul locativ; 
b) declarația scrisă de primire în spațiu a găzduitorului, însoțită de actul de proprietate al acestuia, pentru persoanele care solicită schimbarea domiciliului la o alta persoana fizica;

c) declarația pe propria răspundere a solicitantului, însoțită de nota de verificare a polițistului de ordine publică, prin care se certifică existența unui imobil, faptul că solicitantul locuiește efectiv la adresa declarată, pentru persoana fizică ce nu poate prezenta documentele prevăzute la lit. a) si b); pentru minorii și persoanele fizice puse sub interdicție, declarația se dă și se semnează de către părinți sau de către reprezentanții lor legali;

d) documentul eliberat de primării, din care să rezulte ca solicitantul său, după caz, găzduitorul acestuia figurează înscris în Registrul agricol, pentru mediul rural.

Art. 29. - Reședința

Reședința este adresa la care persoana fizică declară că are locuința secundară, alta decât cea de domiciliu.- 
(Articolul a fost modificat prin art. I pct. 13 din Legea nr. 290/2005)

Art. 30. - Înscrierea reședinței în actul de identitate

(1) Reședința se înscrie în actul de identitate la cererea persoanei fizice care locuiește mai mult de 15 zile la adresa la care are locuința secundară.- 
(2) Mențiunea de stabilire a reședinței se acordă pentru perioada solicitată, dar nu mai mare de un an, și are valabilitate pe timpul cât persoana locuiește în mod efectiv la adresa declarată ca reședință. La expirarea acestui termen, persoana poate solicita înscrierea unei noi mențiuni de stabilire a reședinței. 
(Alineatul (1) a fost modificat prin art. I pct. 14 din Legea nr. 290/2005)
Art. 31. - Acte necesare pentru înscrierea reședinței

(1) Pentru înscrierea reședinței solicitantul va completa cererea pentru stabilirea reședinței, pe care o va depune impreună cu actul său de identitate și cu unul dintre documentele prevăzute la art. 27.- 
(2) Se exceptează de la obligația prevăzută la alin. (1): 
a) persoana care locuiește la o alta adresă decât cea de domiciliu, în interesul serviciului său în scop turistic; 
b) persoana internată într-o unitate sanitară/medicală.
(Alineatul (1) a fost modificat prin art. I pct. 15 din Legea nr. 290/2005)
Art. 38. - Înscrierea în cartea de imobil

(1) Persoanele care își schimbă domiciliul sau își stabilesc reședința sunt obligate să ceară înscrierea în cartea de imobil la noua locuință în termen de 15 zile de la mutare. 
(2) Persoanele care locuiesc în imobil sunt obligate să prezinte actul de identitate responsabilului cărții de imobil, la solicitarea acestuia, pentru actualizarea cărții de imobil.

## Prevederile decretului nr. 31/1954 privitor la persoanele fizice si persoanele juridice
Art. 13. - Definirea domiciliului

Domiciliul unei persoane fizice este acolo unde ea își are locuința statornică sau principală.
Art. 14. - Domiciliul minorului

(1) Domiciliul minorului este la părinții săi sau la acela dintre părinți la care el locuiește statornic. 

(2) Domiciliul copilului încredințat de instanța judecătorească unei a treia persoane ramâne la parinții săi, iar în cazul în care aceștia au domicilii separate și nu se înțeleg la care dintre ei va avea domiciliu copilul, decide instanța judecatorească.
Domiciliul minorului, în cazul în care numai unul dintre părinții săi îl reprezintă ori cazul în care se află sub tutela, precum și domiciliul persoanei puse sub interdicție, este la reprezentantul legal.